# Brandur Hendriksson
Brandur Hendriksson Olsen (født 19. december 1995, opvokset i Skálavík, Færøerne) er en færøsk fodboldspiller, der spiller for Fredrikstad FK.
Han har tidligere spillet for F.C. København som ungdoms- og førsteholdsspiller og opnåede som førsteholdsspiller at blive matchvinder i pokalfinalen 2015. Han var i foråret 2016 udlejet til Vendsyssel F.F., og i sommeren 2016 skiftede han til Randers FC. Her spillede han i lidt under to år, idet han i april 2018 skiftede til islandske Fimleikafélag Hafnarfjarðar. I december 2019 underskrev han en tre-årig kontrakt med den svenske klub Helsingborgs IF. Han er den første færing, der spiller i Allsvenskan.
Brandur Hendriksson spiller også for Færøernes fodboldlandshold.

## Klubkarriere

### F.C. København
Indtil han som 15-årig flyttede til Danmark, spillede han fodbold for B71 Sandoy på Færøerne. Han har spillet som ungdomsspiller for F.C. København og har deltaget på klubbens U19-hold. I september 2014 fik han en professionel kontrakt og blev optaget i A-truppen. Kontrakten løber til sommeren 2017.
Brandur Hendriksson debuterede for FCK den 30. oktober 2014 i en pokalkamp mod FC Roskilde, hvor han blev skiftet ind efter 35 minutter.
Den 14. maj 2015 scorede han sejrsmålet i den forlængede spilletid i 3-2 sejren over FC Vestsjælland i DBUs pokalfinale.
Den sidste halvdel af 2015 fik Hendriksson ikke så megen spilletid hos FC København, og derfor valgte han at blive udlånt til en anden klub, hvor han kunne få mere spilletid og derved mere kamptræning, så han kunne udvikle sig mere. Den 22. december 2015 blev det officielt, at han var udlejet fra FC København til 1. divisionsholdet Vendsyssel FF, som forud for skiftet allerede havde tre færinger i truppen, Hendriksson blev derved klubbens fjerde færøske spiller.
Henriksson opnåede for FCK 8 superligakampe, 5 pokalkampe samt to kampe i kvalifikationsturneringen til UEFA Europa League, begge mod Newtown A.F.C.

### Randers FC
Efter afslutningen af lejeopholdet i Vendsyssel blev Brandur Henriksson den 17. juli 2016 solgt til Randers FC. Han skrev under på en treårig aftale frem til sommeren 2019.
Han fik sin debut i Superligaen den 5. august 2016, da han blev skiftet ind i det 67. minut i stedet for Mikkel Kallesøe i en 1-0-sejr hjemme over AC Horsens. Han scorede sit første mål for Randers FC den 5. november 2016, da han scorede kampens sidste mål i det 83. minut i en 2-1-sejr hjemme over FC Nordsjælland. Det blev til i alt fem kampe i løbet af efteråret 2016 (en kamp i startopstillingen, en som indskifter), der var hans første halvsæson i klubben.
Randers FC var i februar 2017 på træningslejr til Tyrkiet, hvor han leverede gode præstationer i de første træningskampe og bl.a. scorede et mål på direkte frispark. Han var dermed tættere på startopstillingen end tidligere. Den 12. februar 2017 spillede han en reserveholdstræningskamp mod Vejle Boldklub, hvor han rev korsbåndet over, hvorefter han var ude i ni måneder. 295 dage senere spillede han sin første kamp siden sin skade, da han blev skiftet ind i det 75. minut i stedet for Jonas Bager i et 3-2-nederlag ude til Silkeborg IF. Han havde forinden superligakampen mod Silkeborg IF ikke spillet nogen reserveholdskampe.
I mellemtiden var klubbens træner Olafur Kristjansson i oktober 2017 stoppet i klubben efter gensidig aftale, og i foråret 2018 blev det blot til tre indskiftninger (15 minutter i et 0-3-nederlag hjemme til FC Nordsjælland den 4. marts, 17 minutter i et 4-0-nederlag ude til AaB den 11. marts og fem minutter i et 1-0-nederlag ude til SønderjyskE den 8. marts) under den nye træner Rasmus Bertelsen. Det blev til i alt ni kampe og et mål i Superligaen, inden han i april 2018 skiftede til islandsk fodbold.

### Fimleikafélag Hafnarfjarðar
Den 21. april 2018 blev det offentliggjort, at Hendriksson skiftede til den islanske klub Fimleikafélag Hafnarfjarðar, hvor han blev genforent med sin træner i Randers FC, Olafur Kristjansson.

## Landsholdskarriere
Hendriksson har spillet en række kampe for det færøske U/21-landshold, og fik sin debut på A-landsholdet i 2014. Den 13. juni 2015 scorede han sit første mål for det færøske landshold, det var 2-0 målet i kampen mod Grækenland, som Færøerne vandt 2-1 på hjemmebanen Tórsvøllur i Tórshavn. I 2020 spillede han 5 af Færøernes 6 kampe i Nations League D, gruppe 1, som Færøerne vandt og rykkede derved op i League C. Hendriksson scorede et mål i turneringen, det var mod Malta på hjemmebane den 3. september 2020.

### Internationale mål
Målskoring og resultater viser Færøernes mål først.
| #  | Dato              | Bane                                             | Modstander    | Målscoring | Resultater | Konkurrence                   |
| -- | ----------------- | ------------------------------------------------ | ------------- | ---------- | ---------- | ----------------------------- |
| 1. | 13. juni 2015     | Tórsvøllur, Tórshavn, Faroe Islands              | Grækenland    | 2–0        | 2–1        | EM-kval 2016                  |
| 2. | 28. marts 2016    | Estadio Municipal de Marbella, Marbella, Spanien | Liechtenstein | 1–0        | 3–2        | Venskabskamp                  |
| 3. | 25. marts 2018    | Estadio Municipal de Marbella, Marbella, Spanien | Liechtenstein | 2–0        | 3–0        | Venskabskamp                  |
| 4. | 3. september 2020 | Tórsvøllur, Tórshavn, Færøerne                   | Malta         | 3–2        | 3–2        | UEFA Nations League 2020-21 D |

## Navn
Siden juni 2015 har han haft sit mellemnavn Hendriksson på ryggen både når han spiller fodbold i Danmark og når han spiller for Færøerne.